# Don Woody
Don Woody (* 29. Juli 1937 in Tuscumbia, Missouri) ist ein US-amerikanischer Rockabilly-Sänger, der sich später als Geschäftsmann betätigte.

## Leben
Schon während seiner High-School-Zeit leitete Don Woody seine eigene Schülerband. Woody arbeitete, nachdem er das College erfolgreich abgeschlossen hatte, zunächst als Disc Jockey in dem Club KICK in Springfield, Missouri. Woody wurde eines Abends von einem Talentagenten angesprochen, der ihn kurz danach für das von Red Foley geführte Ozark Jubilee als Vorprogramm engagierte. In den zwei darauf folgenden Sommern tourte er zusammen mit Billy Wimberley’s Western Swing Band durch den mittleren Süden der USA, währenddessen schrieb er mit seinem Freund und Partner Paul Simmons vier Songs. Diese Titel schickte er als Demo zu den Decca Records, die ihn sofort unter Vertrag nahmen. Zusammen mit den Slewfoot Five, der Hintergrundband, nahm er 1956 seine mit Simmons geschriebenen Titel Bird Dog, Barking Up The Wrong Tree, Make Like a Rock’n’Roll und Morse Code auf. Jedoch wurden von Decca nur die ersten beiden Titel veröffentlicht, die sich auch gut verkauften; allerdings konnte sich die Plattenfirma nicht dazu überreden lassen, den Vertrag mit Woody zu verlängern. Ein Grund dafür war wohl, dass die Everly Brothers im selben Jahr mit dem gleichnamigen Song Bird Dog, der jedoch in keinerlei Verbindung zu Woody stand, einen Hit hatten. Brenda Lee nahm für ihre Debüt-Single bei Decca Bigelow 6-200 auf, das ebenfalls von Woody und Simmons geschrieben wurde.
Danach nahm Woody für das Label Arco Records noch die Songs Not I und Red Blooded American Boy auf, die aber nicht so erfolgreich waren wie seine beiden vorherigen Veröffentlichungen bei Decca. Wegen seiner Misserfolge entschied Woody sich danach, seine musikalische Karriere fallen zu lassen, und arbeitete stattdessen in der Handelsfirma Sears-Roebuck, für die er die Geschäftsstelle in Dallas führte. Woody engagierte sich danach noch weiterhin geschäftlich. 1976 coverte die britische Band Matchbox Woodys Song Make Like A Rock’n’Roll; im selben Jahr schaffte es Barking Up The Wrong Tree in die englischen Top-50-Charts.
Heute lebt der mittlerweile pensionierte Don Woody mit seiner Frau Betty, mit der er ein Kind hat, in seinem Haus in San Antonio. Im Mai 2007 trat Woody erstmals wieder öffentlich auf: Auf dem Viva Las Vegas Rockabilly Festival absolvierte er ein Konzert zusammen mit Sleepy LaBeef, Billy Lee Riley und Narvel Felts und im November 2009 folgte sein erster Auftritt in Europa im Cruise-Inn während des Festivals Rockabilly Bash in Amsterdam.

## Diskographie
| 1956                    | Bird Dog / Barking Up The Wrong Tree | Decca 9-30277 |
| 1958                    | Not I / Red Blooded American Boy     | Arco 4623     |
| Unveröffentlichte Titel |                                      |               |
|                         | - Morse Code - Make Like Rock'n'Roll | Decca         |